# Maison de Schleswig-Holstein-Sonderbourg
La maison de Sonderbourg, ou dans sa forme longue la maison de Schleswig-Holstein-Sonderbourg, est l'une des deux lignées survivantes de la dynastie oldenbourgeoise, avec la maison de Gottorp. Elle est issue de Jean le Jeune (1545-1622), fils puîné de Christian III de Danemark (1503-1559).
Elle donne naissance à de nombreuses branches, dont l'aînée, porteuse du nom, s'éteint définitivement en 1737 à la mort d'Alexandre-Rodolphe de Schleswig-Holstein-Sonderbourg. Deux branches cadettes se pérennisent : la maison d'Augustenbourg, qui relève le titre de duc de Schleswig et de Holstein en 1863 et s'éteint en 1931 à la mort d'Albert de Schleswig-Holstein ; et la seconde maison de Glücksbourg, qui règne en Grèce de 1863 à 1973 ; au Danemark de 1863 à 2024 ; en Norvège depuis 1905 ; et au Royaume-Uni depuis l'avènement de Charles III en 2022.

## Histoire

### Origines

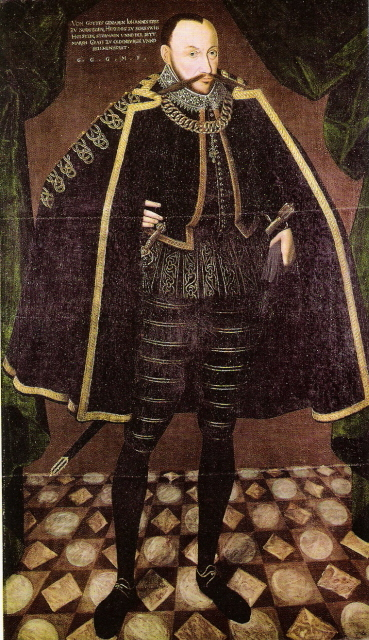
Jean le Jeune, fondateur de la lignée.

Cette maison tire son nom du château de Sonderbourg, dans le Jutland méridional, actuellement au Danemark. Lorsque Christian III de Danemark meurt en 1559, il laisse trois fils. En tant qu'aîné, Frédéric hérite seul du royaume de Danemark. Cependant, les duchés de Schleswig et de Holstein étant régis par les règles de la succession égale, le reste de l'héritage paternel doit être partagé. Pour éviter les divisions comme en 1544, Frédéric convainc son frère cadet, Magnus, de renoncer à ses droits en échange de l'évêché d'Ösel-Wiek ; il ne parvient cependant pas à assurer au benjamin, Jean, l'archevêché de Brême. Frédéric doit donc se résoudre à partager sa part des duchés avec Jean en 1564.
Le domaine donné à Jean le Jeune comprend plusieurs fiefs. Il y a Sonderbourg, Glücksbourg, Norbourg, Als et Ærø, qui dépendent du Danemark au titre du duché de Schleswig. Et il y a Plön, Ahrensbök et Reinfeld, qui dépendent quant à eux du Saint-Empire au titre du duché de Holstein.
Cependant les états des duchés refusent de rendre hommage à Jean. Ce dernier a donc le titre de duc et reçoit les revenus afférents, mais il n'a aucun droit politique sur ses domaines, et notamment ceux de battre monnaie et d'entretenir une armée permanente. Le souverain titulaire reste le roi de Danemark en tant que duc de Schleswig et de Holstein.
Les ducs de Schleswig-Holstein-Sonderbourg ont partagé à plusieurs reprises leurs possessions entre leurs héritiers, de sorte qu'une variété de très petits territoires voit le jour. La maison de Sonderbourg produit plusieurs branches collatérales. Les membres de ces différentes branches prennent l'habitude d'ajouter le nom de leur principale résidence à leur titre. Plusieurs représentants de la maison ont également reçu ou acquis des territoires en dehors du Schleswig-Holstein pour subvenir à leurs besoins.
Certains des duchés nouvellement créés ne disposent que de quelques kilomètres carrés de terres et ne durent parfois que peu de temps avant qu'ils ne fassent retour à l'aîné ou bien à la couronne danoise.

### Premier partage de 1622
À la mort de Jean le Jeune en 1622, ses trois fils survivants se partagent les domaines :
- Alexandre (1573-1627), en tant qu'aîné, devient duc de Schleswig-Holstein-Sonderbourg ;
- Philippe (1584-1663) devient duc de Schleswig-Holstein-Glücksbourg ;
- et Joachim-Ernest (1595-1671) devient duc de Schleswig-Holstein-Plön.

Le titre de duc de Schleswig-Holstein-Sonderbourg se transmet de père en fils jusqu'à la banqueroute de Christian-Adolphe de Schleswig-Holstein-Sonderbourg en 1667. Ce dernier est contraint de rétrocéder Sonderbourg au Danemark, abandonne le nom de Sonderbourg dès 1668 et prend le titre de duc de Schleswig-Holstein-Franzhagen, du nom du château qu'il a hérité de sa mère, Éléonore-Charlotte de Saxe-Lauenbourg. Le titre s'éteint en 1709, à la mort de Christian-Adolphe II de Schleswig-Holstein-Franzhagen (1707-1709).
La première branche de Glücksbourg s'éteint avec Frédéric II de Schleswig-Holstein-Glücksbourg en 1779.
La branche de Plön se scinde en trois en 1671 : Jean-Adolphe en tant qu'aîné hérite de Plön ; son frère cadet, Auguste hérite de Norbourg ; et son frère benjamin, Joachim-Ernest, hérite de Rethwisch. Le petit-fils de Jean-Adolphe, Léopold-Auguste de Schleswig-Holstein-Plön meurt en bas âge en 1706, permettant aux Norbourg d'hériter du titre de duc de Schleswig-Holstein-Plön. En 1729, c'est le fils de Joachim-Ernest qui meurt sans héritier, permettant à Frédéric-Charles de Schleswig-Holstein-Plön de réunir tous les domaines de la branche de Plön, mais ce dernier meurt à son tour sans postérité masculine en 1761 mettant fin à la branche de Plön et au duché qui est annexé par le roi Frédéric V de Danemark.

### Partage de 1627

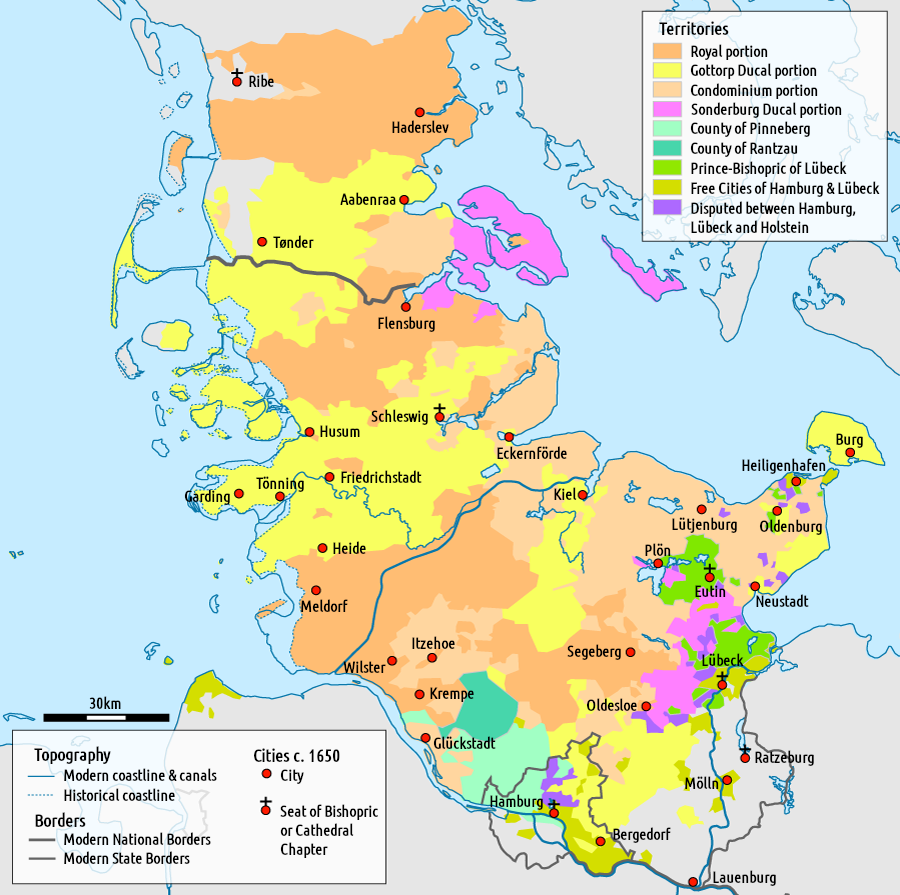
Carte des duchés de Schleswig et de Holstein vers 1650.

Alexandre de Schleswig-Holstein-Sonderbourg ayant lui-même cinq fils qui lui survivent, ses domaines sont de nouveau partagés à sa mort en 1627 :
- Jean-Christian (1607-1653) conserve Sonderbourg ;
- Alexandre-Henri (1608-1667), renonce à son héritage pour épouser une catholique ;
- Ernest-Gonthier (1609-1689), obtient Augustenbourg ;
- Auguste-Philippe (1612-1675), achète le manoir de Beck ;
- et Philippe-Louis (1620-1689), achète le château de Wiesenbourg.

La branche aînée survie à travers ses représentants catholiques, descendants d'Alexandre-Henri de Schleswig-Holstein-Sonderbourg. En 1737, à la mort d'Alexandre-Rodolphe de Schleswig-Holstein-Sonderbourg, la branche aînée s'éteint.
La branche d'Augustenbourg fait souche. Elle est notamment à l'origine de la construction du château d'Augustenbourg, qui devient le siège de la famille. En 1810, le frère cadet de Frédéric-Christian II de Schleswig-Holstein-Augustenbourg, Charles-Auguste, est choisi par Charles XIII comme prince héritier de Suède, mais il meurt prématurément sans pouvoir ceindre la couronne. Le titre de duc de Schleswig-Holstein-Augustenbourg se transmet jusqu'à la mort de Christian-Auguste de Schleswig-Holstein-Augustenbourg en 1869.
À la suite de l'extinction de la première branche de Glücksbourg, la branche de Beck réussit à obtenir de Frédéric VI de Danemark le château éponyme en 1825. Frédéric-Guillaume IV de Schleswig-Holstein-Beck relève dont le titre de duc de Schleswig-Holstein-Glücksbourg. Il est le fondateur de la seconde maison de Glücksbourg et l'ascendant d'un grand nombre de monarques, dont Marguerite II de Danemark, Harald V de Norvège, ou Charles III du Royaume-Uni.
La branche de Wiesenbourg s'éteint en 1744 à la mort de Léopold de Schleswig-Holstein-Wiesenbourg. Ce dernier vend Wiesenbourg dès 1725 à Auguste II de Saxe.

### Héritage des duchés de Schleswig et de Holstein
Dans un premier temps, c'est la branche d'Augustenbourg qui recueille le titre de duc de Schleswig et de Holstein. Le fils et héritier de Christian-Auguste de Schleswig-Holstein-Augustenbourg, Frédéric, préfère relever ce titre plutôt que d'utiliser celui de duc de Schleswig-Holstein-Augustenbourg. En effet, la mort en 1863 sans héritier de Frédéric VII de Danemark fait du duc de Schleswig-Holstein-Augustenbourg non seulement le chef de nom et d'armes des Oldenbourg, mais également l'héritier légitime des duchés de Schleswig et de Holstein.
La branche d'Augustenbourg s'éteint cependant à la mort en 1931 d'Albert de Schleswig-Holstein, faisant passer le titre à son cousin éloigné Frédéric-Ferdinand de Schleswig-Holstein-Glücksbourg. Le titre de duc de Schleswig et de Holstein est actuellement porté par Frédéric-Ferdinand II de Schleswig-Holstein, aîné agnatique des Oldenbourg.

## Domaines

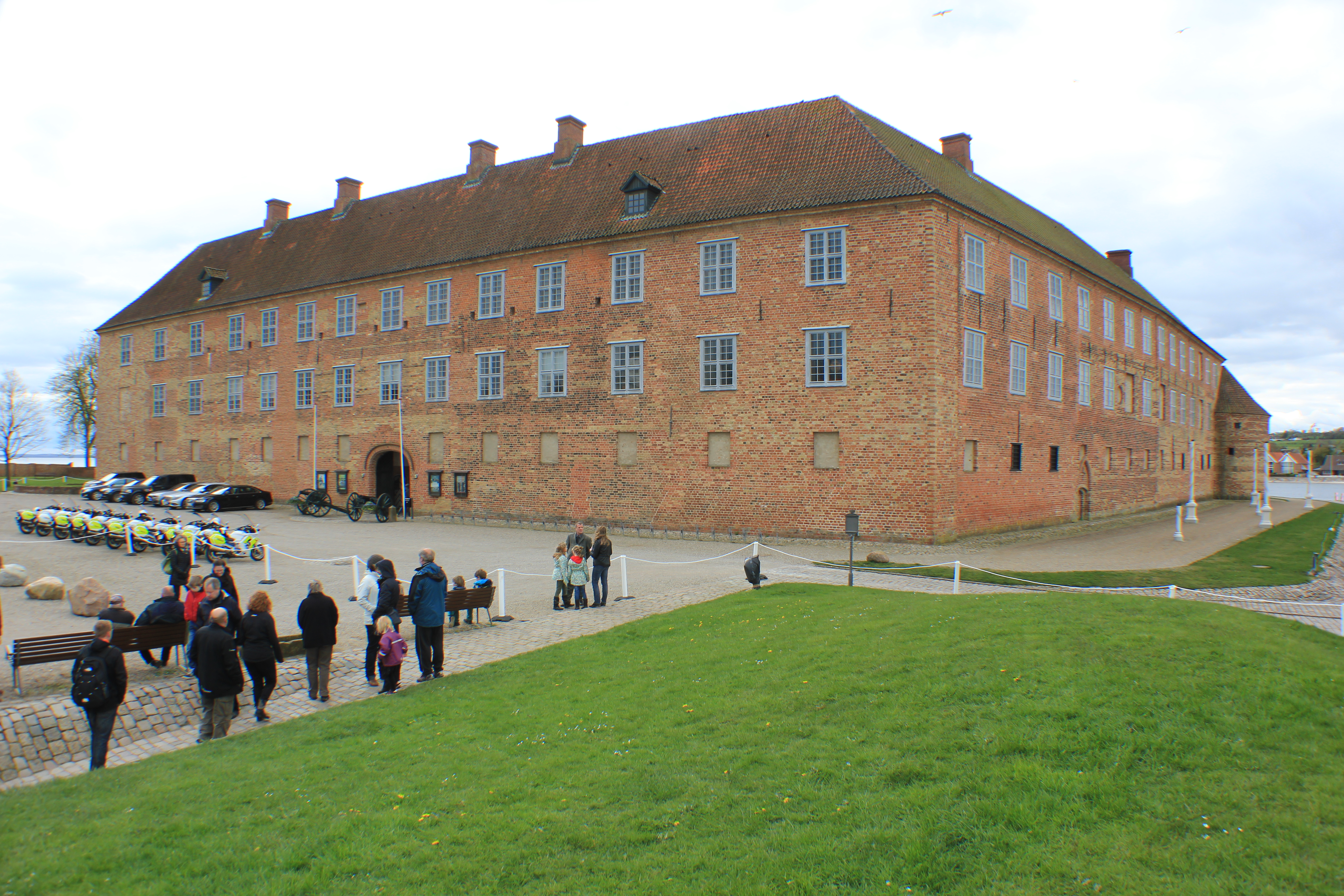
Château de Sonderbourg, siège ancestral de la famille.
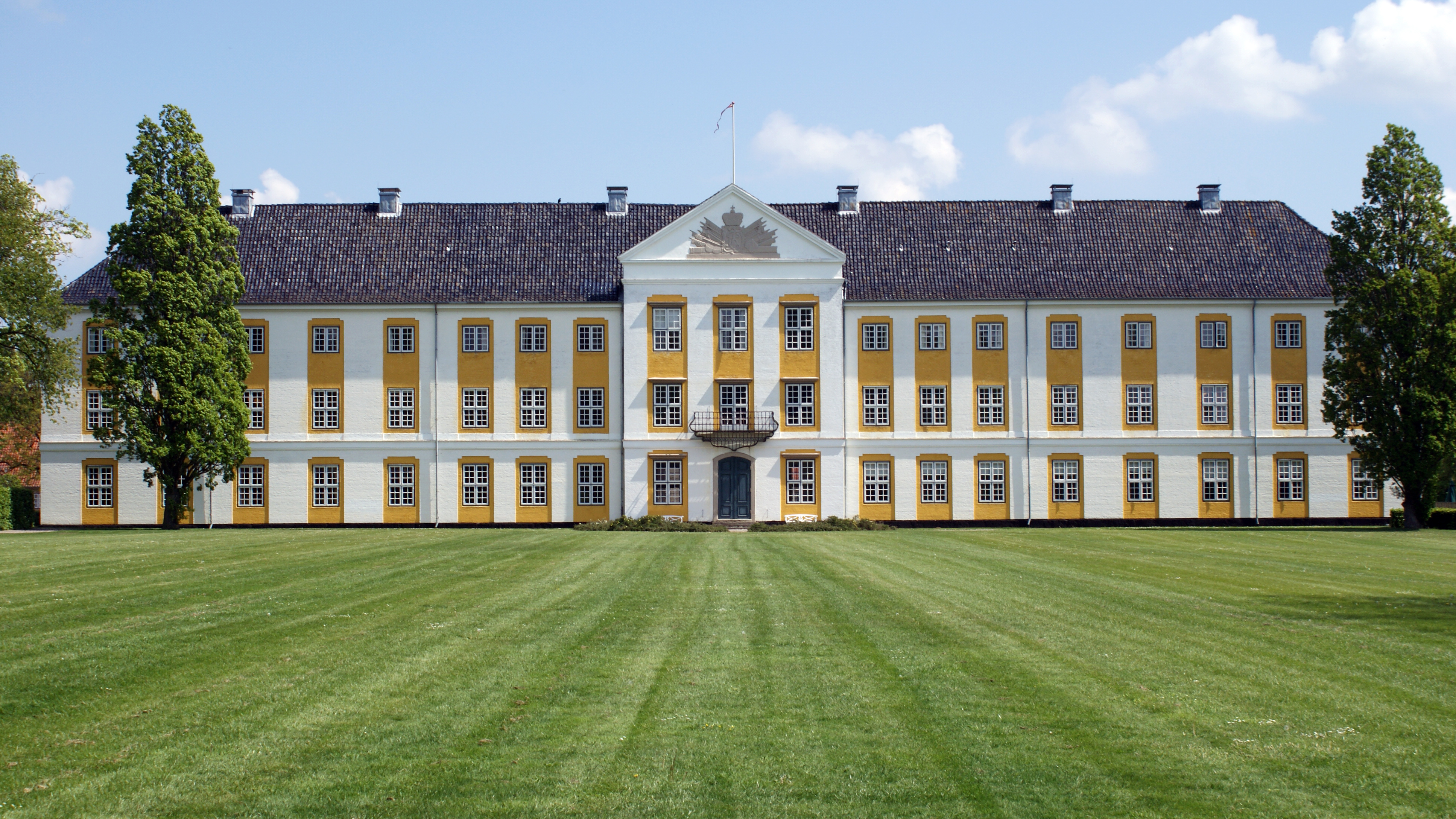
Château d'Augustenbourg.
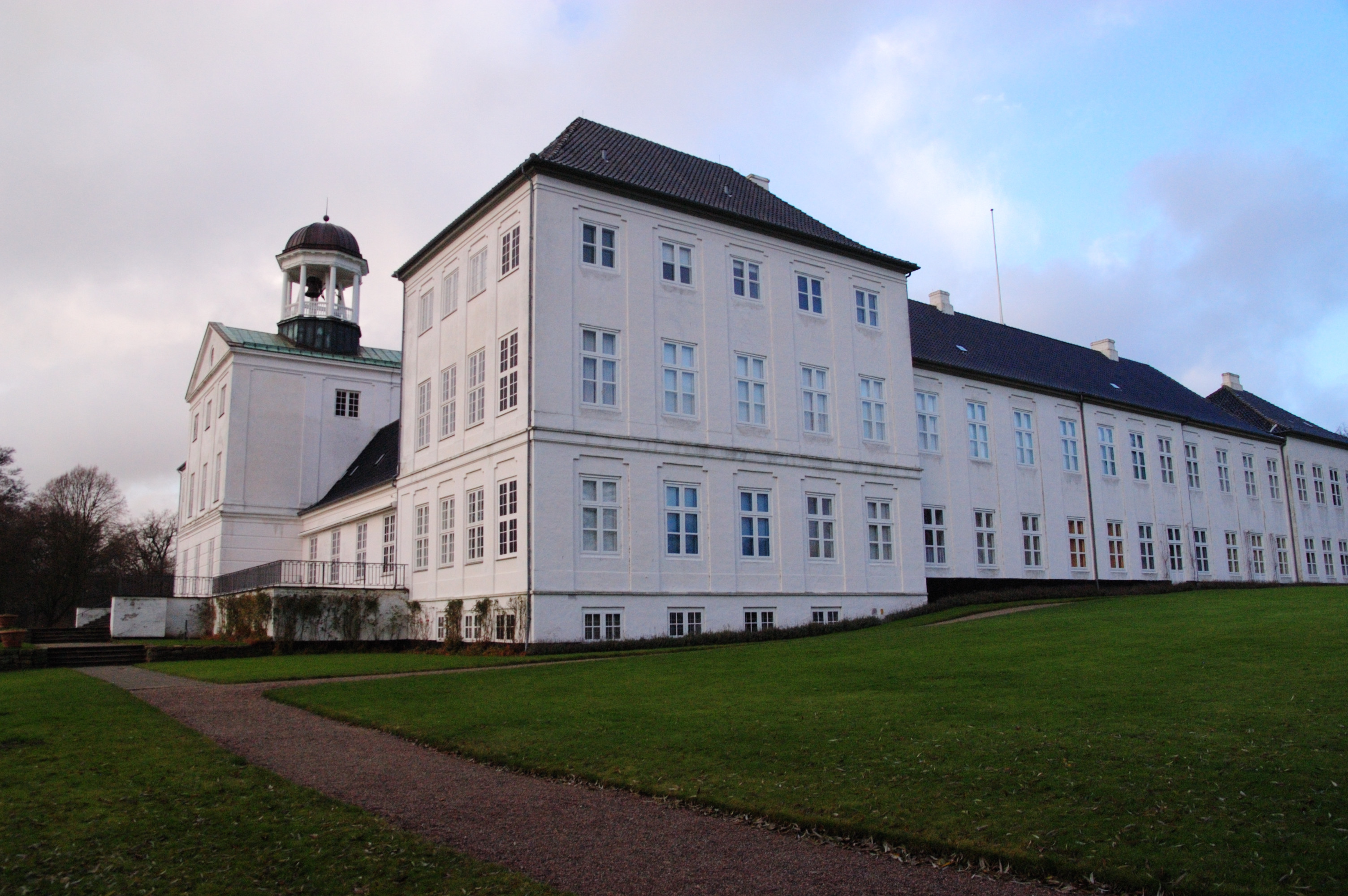
Château de Gråsten, résidence des Augustenbourg, appartenant actuellement à la famille royale danoise.
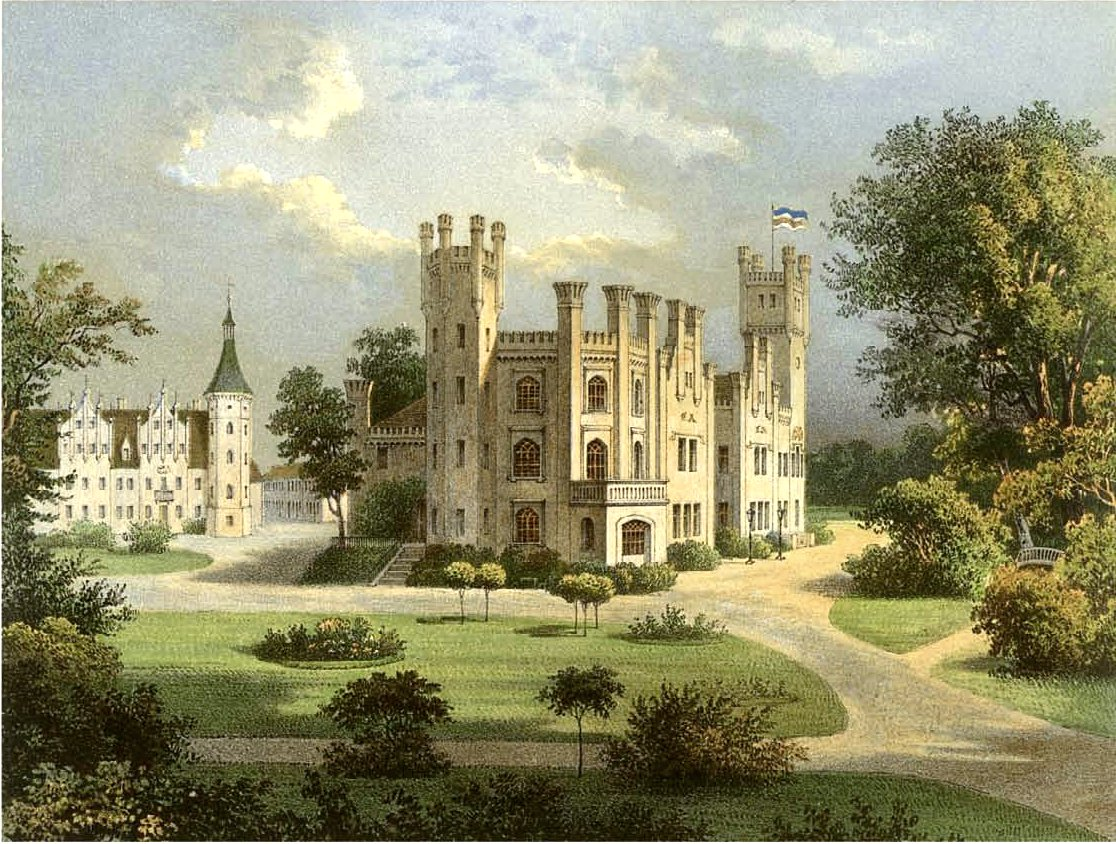
Château de Primkenau vers 1860, résidence des Augustenbourg détruite à la fin de la Seconde Guerre mondiale.
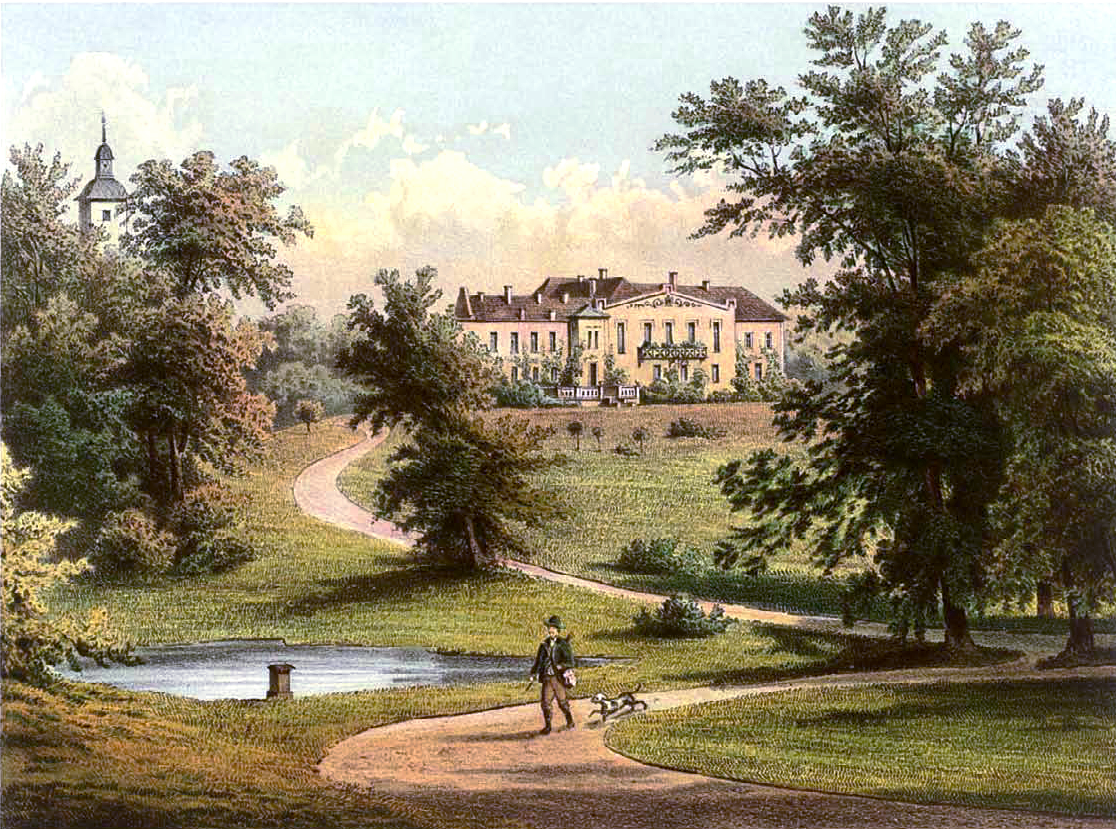
Château de Dolzig au XIXe siècle, résidence des Augustenbourg vendue en 1866.
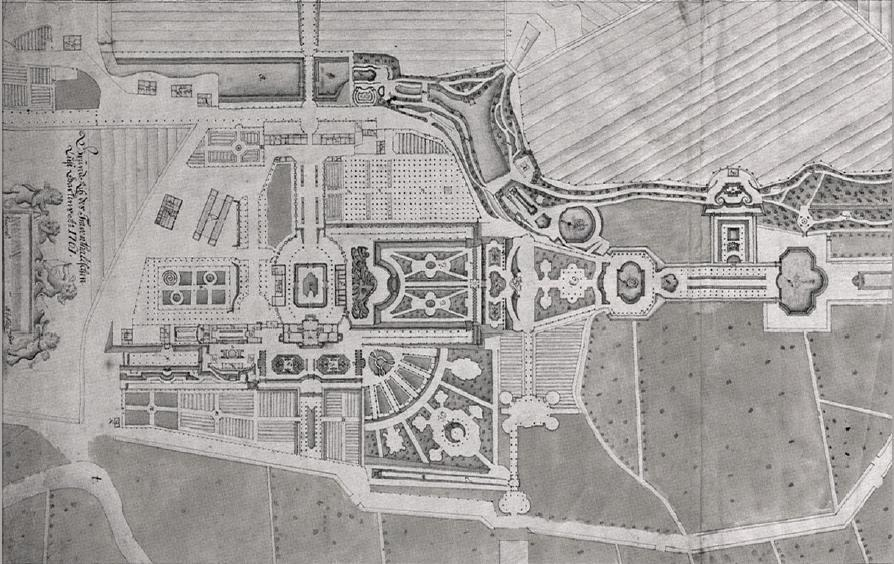
Plan du domaine de Traventhal en 1761, résidence des Plön détruite à la fin du XIXe siècle.
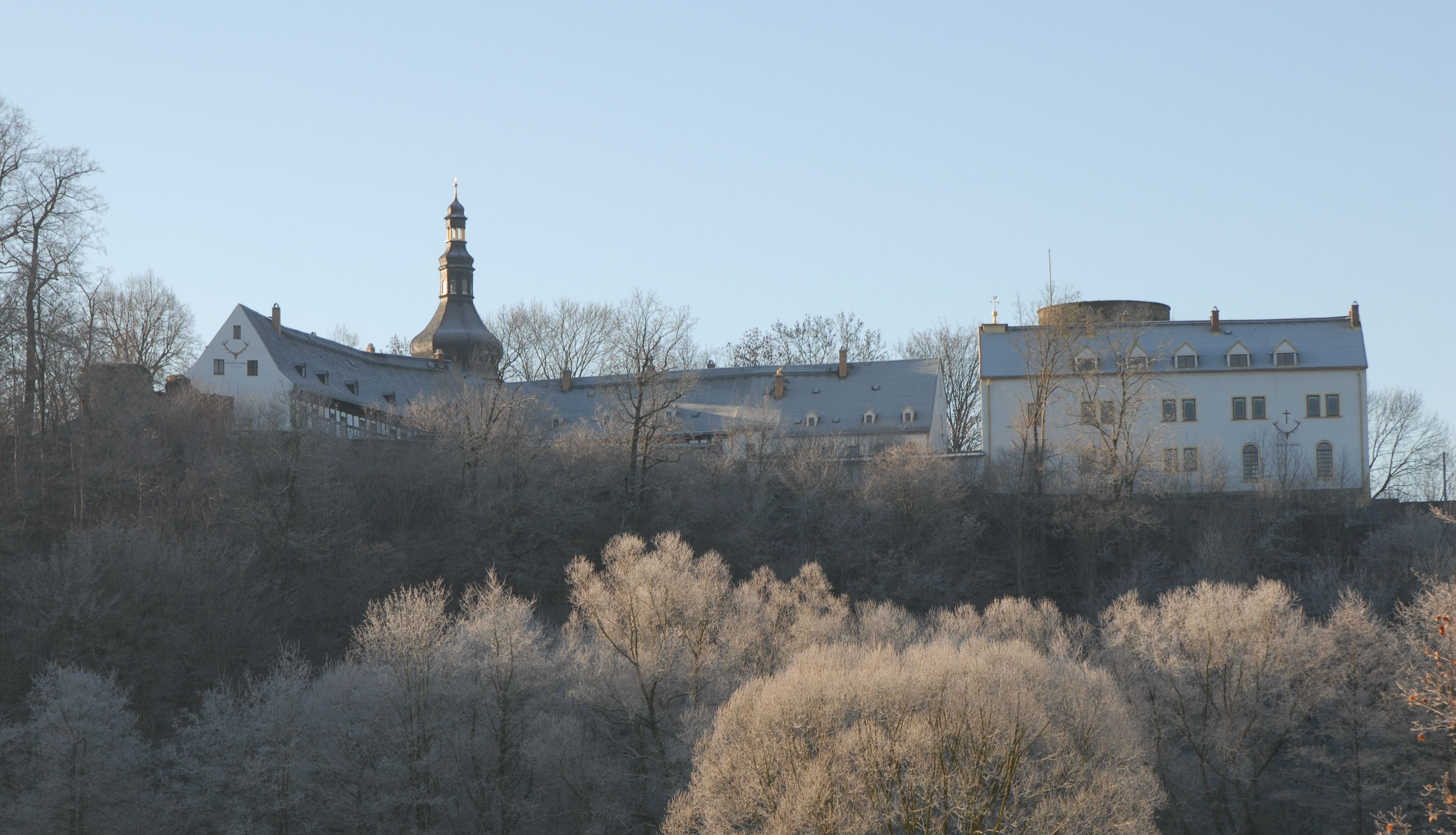
Château de Wiesenbourg.
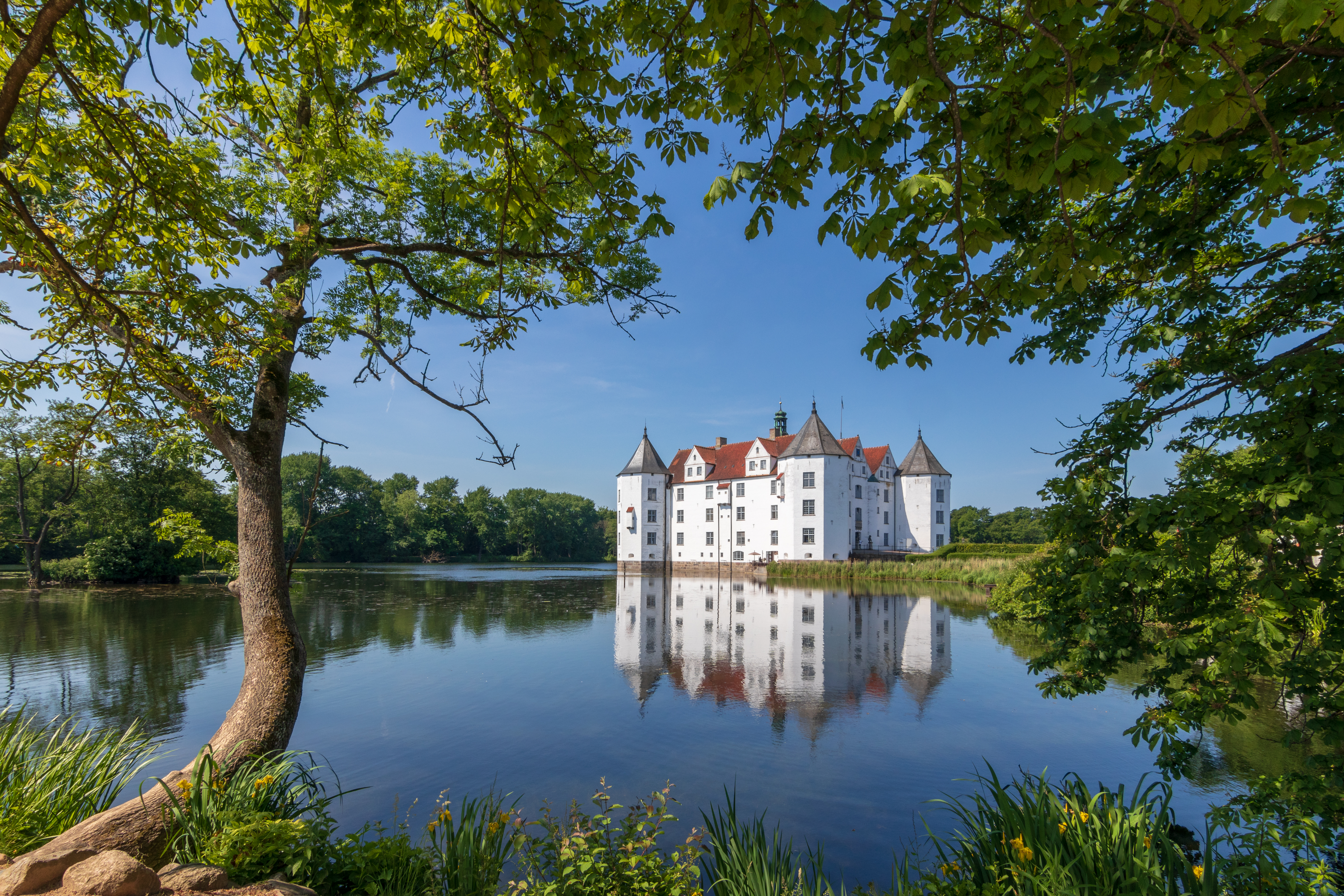
Château de Glücksbourg.
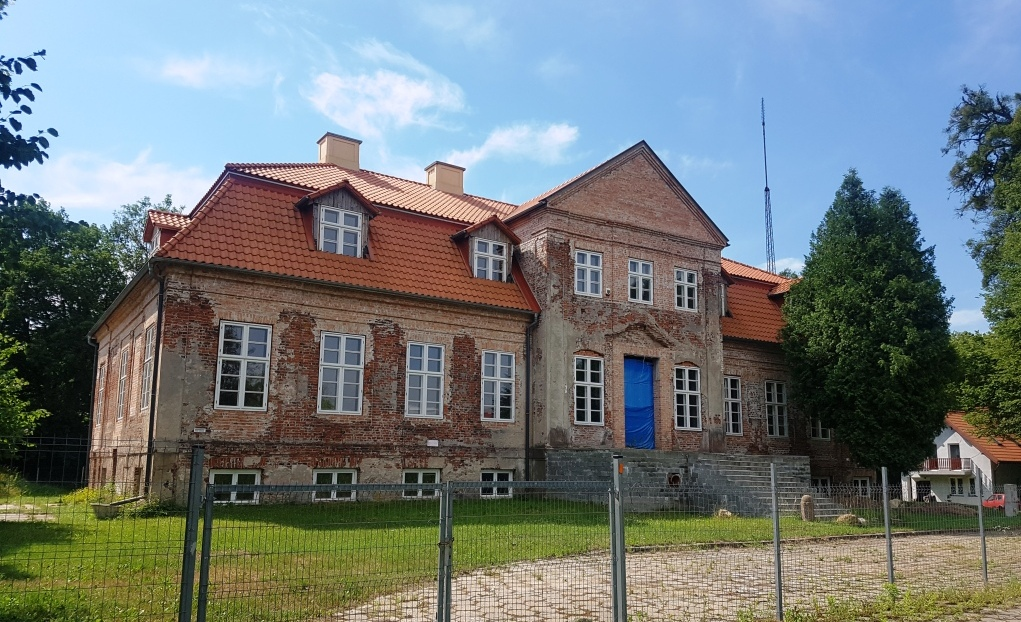
Manoir de Lindenau, résidence des Beck.
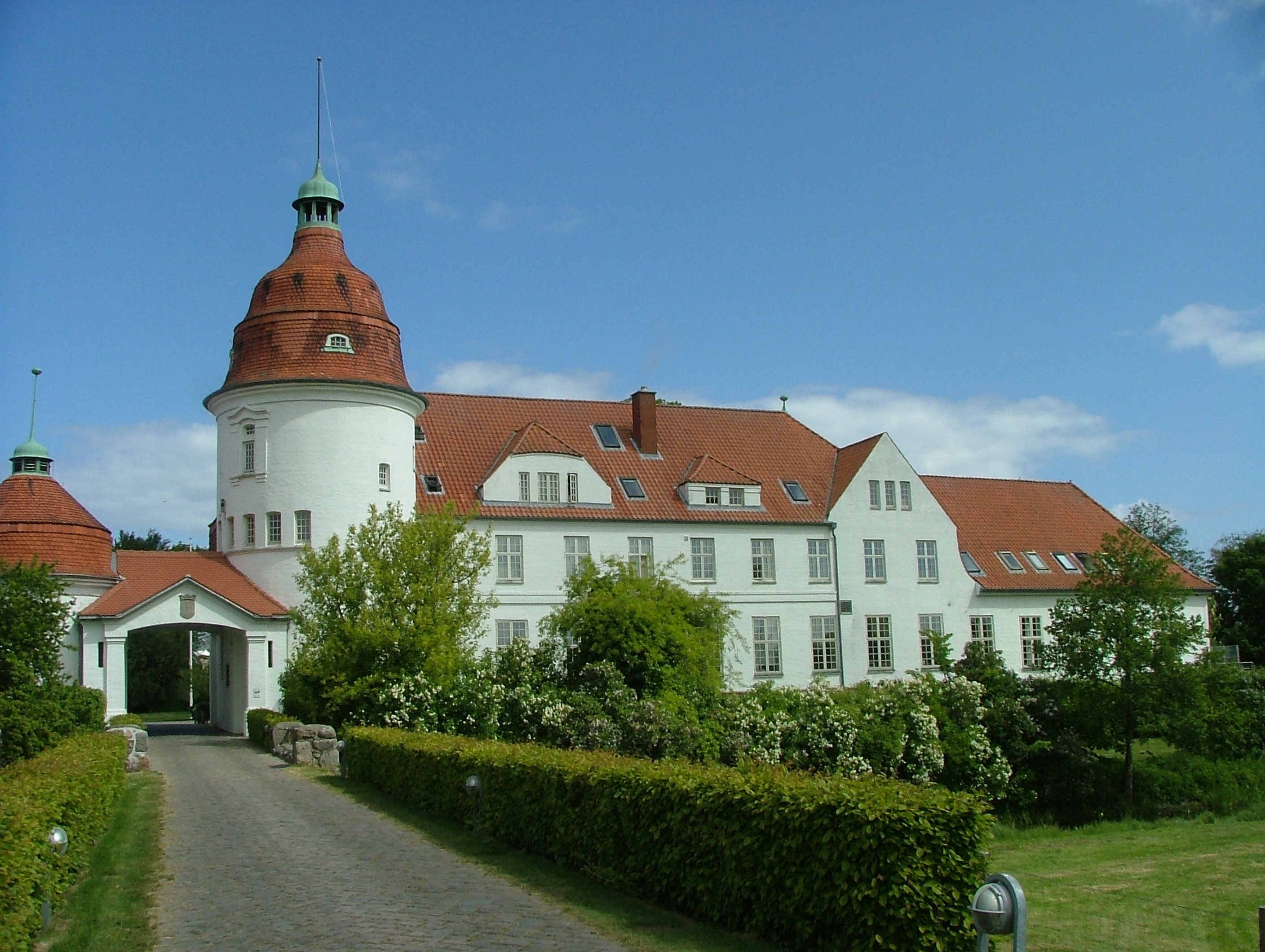
Château de Norbourg.
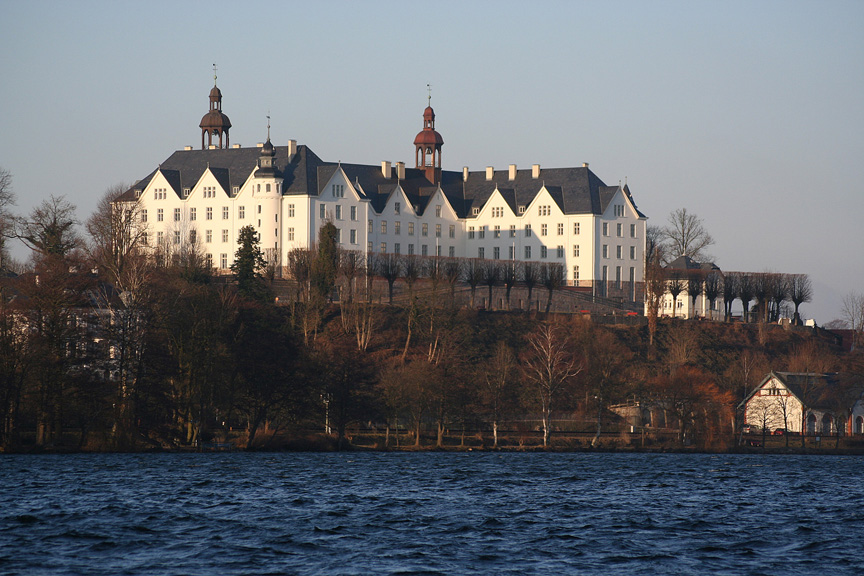
Château de Plön.

## Généalogie simplifiée
- Ducs de Schleswig-Holstein-Sonderbourg puis de Schleswig-Holstein-Franzhagen (1564-1737)
  - 
    - Ducs de Schleswig-Holstein-Augustenbourg puis de Schleswig et de Holstein (1647-1931)
    - Ducs de Schleswig-Holstein-Beck puis de Schleswig-Holstein-Glücksbourg puis de Schleswig et de Holstein (1627)
      - Rois de Danemark (1863-2024)
      - Rois des Hellènes (1863-1973)
        - Rois du Royaume-Uni (2022)

    - Ducs de Schleswig-Holstein-Wiesenbourg (1664-1744)

  - Ducs de Schleswig-Holstein-Glücksbourg (1622-1779)
  - Ducs de Schleswig-Holstein-Plön (1623-1761)

## Listes des titulaires

### Ducs de Schleswig-Holstein-Sonderbourg
- 1559-1622 : Jean le Jeune.
- 1622-1627 : Alexandre de Schleswig-Holstein-Sonderbourg, fils du précédent.
- 1627-1653 : Jean-Christian de Schleswig-Holstein-Sonderbourg, fils du précédent.
- 1653-1667 : Christian-Adolphe de Schleswig-Holstein-Sonderbourg, fils du précédent.

### Ducs de Schleswig-Holstein-Franzhagen
- 1667-1702 : Christian-Adolphe de Schleswig-Holstein-Franzhagen.
- 1702-1707 : Léopold-Christian de Schleswig-Holstein-Franzhagen, fils du précédent.
- 1707-1708 : Louis-Charles de Schleswig-Holstein-Franzhagen, frère du précédent.
- 1708-1709 : Christian-Adolphe II de Schleswig-Holstein-Franzhagen, fils du précédent.

### Ducs de Schleswig-Holstein-Augustenbourg
- 1647-1686 : Ernest-Gonthier de Schleswig-Holstein-Sonderbourg-Augustenbourg.
- 1689-1692 : Frédéric de Schleswig-Holstein-Augustenbourg, fils du précédent.
- 1692-1731 : Ernest-Auguste de Schleswig-Holstein-Augustenbourg, frère du précédent.
- 1731-1754 : Christian-Auguste de Schleswig-Holstein-Augustenbourg, neveu du précédent.
- 1754-1794 : Frédéric-Christian de Schleswig-Holstein-Augustenbourg, fils du précédent.
- 1794-1814 : Frédéric-Christian II de Schleswig-Holstein-Augustenbourg, fils du précédent.
- 1814-1869 : Christian-Auguste II de Schleswig-Holstein-Augustenbourg, fils du précédent.

### Ducs de Schleswig et de Holstein
- 1863-1880 : Frédéric VIII de Schleswig-Holstein, fils du précédent.
- 1880-1921 : Ernest-Gonthier de Schleswig-Holstein, fils du précédent.
- 1921-1931 : Albert de Schleswig-Holstein, cousin du précédent.
- 1931-1934 : Frédéric-Ferdinand de Schleswig-Holstein, cousin éloigné du précédent.
- 1934-1965 : Frédéric IX de Schleswig-Holstein, fils du précédent.
- 1965-1980 : Pierre de Schleswig-Holstein, fils du précédent.
- 1980-2023 : Christophe de Schleswig-Holstein, fils du précédent.
- Depuis 2023 : Frédéric-Ferdinand II de Schleswig-Holstein, fils du précédent.

### Ducs de Schleswig-Holstein-Glücksbourg
- 1622-1663 : Philippe de Schleswig-Holstein-Sonderbourg-Glücksbourg.
- 1663-1698 : Christian de Schleswig-Holstein-Sonderbourg-Glücksbourg, fils du précédent.
- 1698-1729 : Philippe II de Schleswig-Holstein-Glücksbourg, fils du précédent.
- 1729-1766 : Frédéric de Schleswig-Holstein-Glücksbourg, fils du précédent.
- 1766-1779 : Frédéric-Henri-Guillaume de Schleswig-Holstein-Glücksbourg, fils du précédent.
- 1825-1831 : Frédéric-Guillaume IV de Schleswig-Holstein-Glücksbourg, cousin éloigné du précédent.
- 1831-1878 : Charles de Schleswig-Holstein-Glücksbourg, fils du précédent.
- 1878-1885 : Frédéric de Schleswig-Holstein-Glücksbourg, frère du précédent.
- 1885-1931 : Frédéric-Ferdinand de Schleswig-Holstein-Glücksbourg, fils du précédent.

### Ducs de Schleswig-Holstein-Wiesenbourg
- 1627-1689 : Philippe-Louis de Schleswig-Holstein-Wiesenbourg.
- 1689-1723 : Frédéric de Schleswig-Holstein-Wiesenbourg, fils du précédent.
- 1723-1744 : Léopold de Schleswig-Holstein-Wiesenbourg, fils du précédent.

### Ducs de Schleswig-Holstein-Plön
- 1623-1671 : Joachim-Ernest de Schleswig-Holstein-Sonderbourg-Plön.
- 1671-1704 : Jean-Adolphe de Schleswig-Holstein-Sonderbourg-Plön, fils du précédent.
- 1704-1706 : Léopold-Auguste de Schleswig-Holstein-Sonderbourg-Plön, petit-fils du précédent.
- 1706-1722 : Joachim-Frédéric de Schleswig-Holstein-Sonderbourg-Plön, cousin du précédent.
- 1722-1729 : Jean-Adolphe II de Schleswig-Holstein-Plön, cousin germain du précédent.
- 1729-1761 : Frédéric-Charles de Schleswig-Holstein-Plön, cousin germain du précédent.

### Sources
- (de) Oswald Hauser, Waltraud Hunke et Wolfgang Müller, Das Haus Glücksburg und Europa [« La maison de Glücksbourg et l'Europe »], Kiel, Mühlau, 1988, 87 p. (ISBN 3875590589).
- (en) « Chronology of the Glücksborg dynasty » [« Chronologie des Glücksbourg »], sur Jørgen Marcussen, 15 mai 2021 (consulté le 6 février 2024).
- Notices d'autorité :   - VIAF
  - GND

### Articles liés
- Maison d'Oldenbourg
- Maison d'Augustenbourg
- Première maison de Glücksbourg
- Seconde maison de Glücksbourg
- Ducs de la maison de Sonderbourg